# John Vanderveken
John Vanderveken (Antwerpen, 4 februari 1930) is een voormalig Belgisch syndicalist.

## Levensloop
Vanderveken begon in 1951 te werken voor het Internationaal Verbond van Vrije Vakverenigingen (IVVV). In 1974 werd hij er vice-secretaris-generaal. In 1982 werd hij verkozen tot secretaris-generaal van het IVVV. Hij volgde in deze hoedanigheid de overleden Duitser Otto Kersten op, zelf werd hij in deze hoedanigheid opgevolgd door de Italiaan Enzo Friso.